# عمرو بن خالد الكلابي
عمرو بن خالد الكلابي، أحد فرسان العرب الذين شاركوا في فتح السند، وكان هو الذي قتل داهر ملك السند

## نسبة
عمرو بن خالد الكلابي ينتهي نسبة إلى كلاب بن ربيعة بن عامر بن صعصعة بن معاوية بن بكر بن هوازن بن منصور بن عكرمة بن خصفة بن قيس عيلان بن مضر بن معد بن عدنان.

## خالد الكلابيوداهر ملك السند
كان خالد بن عمرو الكلابي من الذين شاركوا في فتح السند مع القائد محمد بن القاسم الثقفي زمن خلافة الوليد بن عبد الملك، وفي اثناء تقدم القائد محمد بن القاسم الثقفي في بلاد السند أكثر، تقدمت جماعة من جند داهر ملك السند وقادته ليمنعوا ابن القاسم من التوغل في البلاد وكان قد حجز بينهم نهر، الا ان المسلمون عبروا النهر عبر السفن، ولما وصلت طلائع السفن على مقربة من الضفة الأخرى بدأ المقاتلون المسلمون برمي السهام والرماح بكثافة على جيش داهر، مما أدى لتراجع قوات داهر، ومما سهل عبور الجيش الإسلامي، وفر جند داهر، وسار ابن القاسم إلى منطقة جيور، ونزل بجيشه على مقربة من نهر ددهاواه، والتحم الجمعان من بداية الصباح وحتى المساء ثم تراجع كل إلى موضعه، وكان عدد الفيلة ستين فيلاً وقيل مائة، وكان داهر على أكبرها، وقد عملت في المسلمين الأفاعيل.

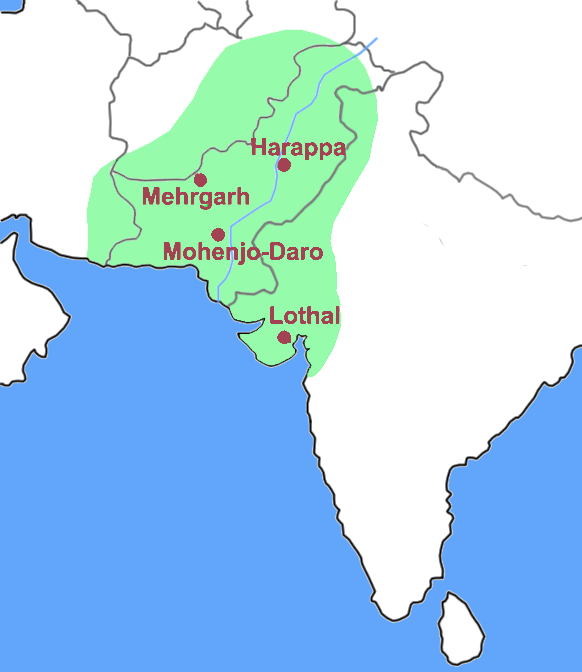
خريطة تبين بلاد السند قديما

وظل الحال هكذا خمسة أيام، وفي اليوم السادس غير الجيشان تنظيم صفوفهما، وفي اليوم السابع شجع ابن القاسم رجاله وحرضهم على القتال، وبدأت سهام المسلمين المشتعلة بالنار تتساقط على هودج داهر، ورمى أحد الرماة بسهمه فأصاب قلب الهودج وأشعل فيه النار، فعاد جيش داهر بفيله إلى الوراء وقد اشتعل بالنيران وسقط معه في الماء، وعندها وصل الفرسان المسلمون إليه وقد تشرذم جيشه من حوله وحلت به الهـزيمة، وحـاول داهر الخروج من الماء فصوب إليه أحد الرماة المسلمين المهرة سهماً فأصابه ولكنه تحامل على نفسه وتمكن من الظهور من الماء، فتقدم منه عمرو بن خالد الكلابي فعلاه بسيفه وضرب به رأس داهر فشقه نصفين حتى الرقبة، وتتبع المسلمون فلول جيش داهر المقتول حتى حصن راؤر ففتحوه، ثم فتح ابن القاسم مدينة دهليله، ثم توجه إلى برهمناباذ ففتحها وأعطى أهلها الأمان الذي طلبوه، وفرض الجزية على من لم يسلم، ثم عين البراهمة في المناصب التي تناسبهم وخصص لهم المال، وأجلسهم في المحافل في الأماكن التي كانت مخصصة لأمراء الهند وملوكها، وأعطى لعوام الناس الأمان في ممارسة طقوسهم الدينية.